# موريتوري (فلم)
موريتوري هو فيلم فرنسي جزائري من إخراج عكاشة تويتة عام 2004، وصدر في فرنسا في أبريل 2007. قصة الفيلم مستوحاة من رواية "موريتوري" للكاتب ياسمينة خضرة.

## القصة
يحكي الفيلم قصة شرطي خلال العشرية السوداء، يجد نفسه ضحية مافيا المال والسياسة وهو الذي أراد أن يكون نزيها، يطرد من الخدمة بسبب كتاباته الأدبية ويغتال من طرف مجهولين.

## الممثلون
- ميلود خطيب: المفوض إبراهيم للوب
- عز الدين بورغدة : لينو
- بوعلام بناني: مدير الشرطة
- أحمد بن عيسى: المفوض دين
- رشيد فارس: الملازم سرج
- مليكة بلبي: بايا
- سيد علي كويرات: الحاج جارني
- سيد أحمد أقومي: سيد لنكبوت
- عبد العزيز قرده

## روابط خارجية
- مقالات تستعمل روابط فنية بلا صلة مع ويكي بيانات